# Устинова, Анна Николаевна
А́нна Никола́евна Усти́нова (род. 8 декабря 1985) — казахстанская легкоатлетка (прыжки в высоту), мастер спорта Республики Казахстан международного класса.

## Биография
Анна Устинова участвовала в составе сборной Казахстана практически на всех крупнейших региональных соревнованиях. На многих из них завоёвывала призы и медали.
Участвовала в чемпионате мира 2007 года в японской Осаке, где с результатом 1,88 стала 9-й.
На чемпионате мира 2010 года в помещении в Дохе с результатом 1,81 была лишь 20-й.

## Лучшие результаты
- 1,93 — прыжки в высоту:
  - 5.06.2010 — Бангалор (Индия)
  - 29.07.2010 — Нью-Дели (Индия)
- 1,92 — прыжки в высоту (в помещении):
  - 27.01.2010 — Караганда (Казахстан)